# Prinia flavicans
Prinia flavicans е вид птица от семейство Cisticolidae.

## Разпространение
Видът е разпространен в Ангола, Ботсвана, Замбия, Зимбабве, Намибия, Свазиленд и Южна Африка.